# Pachydactylus geitje
Pachydactylus geitje — вид геконоподібних ящірок родини геконових (Gekkonidae). Ендемік Південно-Африканської Республіки.

## Поширення і екологія
Pachydactylus geitje мешкають на південному заході ПАР, в Капських горах та на прилеглих рівнинах. Вони живуть в кам'янистій місцевості, порослій чагарниками. Зустрічаються на висоті до 2000 м над рівнем моря.